# Флавије Далмације
Флавије Далмације (умро 337. године), такође познат као Далмације Цензор, био је цензор (333. године) и члан Константинове династије, која је владала Римским царством почетком 4. века.
Далмације је био син Констанција Хлора и Флавије Максимијане Теодоре, и самим тим полубрат цара Константина I.
Далмације је провео младост у галској Толози. Вероватно је да су се његова два сина, Далмације и Ханибалијан, овде родила. Средином 320-их, Флавије Далмације се вратио у Цариград, на двор свог полубрата, и именован је за конзула и цензора 333. године.
У Антиохији, Флавије је био одговоран за безбедност источних граница краљевства. Током овог периода, испитивао је случај епископа Атанасија Александријског, важног противника аријанизма, који је оптужен за убиство. Године 334, Флавије је угушио побуну Калокера, који се прогласио царем на Кипру. Следеће године послао је неколико војника на сабор у Тиру да спасу Атанасијев живот.
Његова два сина су постављена на важне функције под Константиновом управом, али Флавије Далмације и његови синови су убијени у чисткама које су уследиле након цареве смрти у мају 337. године.

## Извори
1. ↑  Jones, Arnold H. M.; Martindale, John Robert; Morris, John (2006), The prosopography of the later Roman empire. Vol. 1: A. D. 260 - 395 (7. print изд.), Cambridge Univ. Press, ISBN 978-0-521-07233-5
2. ↑  JR, Michael Dimaio (2011-11-13). „Constantine the Great (ca. 271–337)”. The Encyclopedia of War. doi:10.1002/9781444338232.wbeow140.
3. ↑  Julian (1913). „Letter to the Senate and People of Athens”. Digital Loeb Classical Library. Приступљено 2025-05-05.